# シエナ・ウインド・オーケストラ
シエナ・ウインド・オーケストラ（SIENA Wind Orchestra, SWO）は、1990年に結成した日本の吹奏楽団。文京シビックホールを拠点に演奏活動をしている。運営法人の商号は一般社団法人ジャパン・シンフォニック・ウインズ。

## 概要
1990年、吹奏楽の限りない魅力を表現しようと、クラリネット奏者 藤井一男の提唱により、20代の若手奏者ばかりで結成された。当初は28歳の誕生日をもって定年としていた。「リトル・シエナ」という年会費1200円のファンクラブも存在し、使用楽器もヤマハのみで統一するなど、現在とは全く異なる方針や運営を行っていた。
現在は、定期演奏会、全国各地での音楽祭、小編成の各種アンサンブルユニットによる演奏会の他、音楽鑑賞教室等の青少年育成事業、管楽器クリニック、各種イベントへの参加等、多彩な活動を行っている。日本国内における吹奏楽愛好家の先頭に立つプロ吹奏楽団の一つとして広く知られる。

## 歴史
- 1990年6月 - 結成。
- 1990年9月 - デビュー・アルバム「シエナ・クラシカルコンサート」（指揮：福田一雄）を東芝EMIより発売。
- 1991年10月 - 第1回定期演奏会開催（指揮：保科洋、会場：練馬文化センター）。
- 1992年 - 4月より株式会社ファンハウスと契約。そして「オペラ序曲／前奏曲集」「バレエ＆劇音楽名曲集」（指揮：汐澤安彦）を次々に発売。
- 1993年 - 「エルファリア組曲」（編曲・指揮:森岡賢一郎）、「フェイヴァリット・マーチ Vol.1」「'93 NEMU吹奏楽ベストピース」（指揮：汐澤安彦）をファンハウスより発売。
- 1997年6月 - 第3回定期演奏会にて、指揮に佐渡裕を迎える（会場：東京芸術劇場大ホール）。
- 1999年11月 - CD「ブラスの祭典」（指揮：佐渡裕）発売。
- 2000年6月 - CD「ブラスの祭典」が、日本管打・吹奏楽学会アカデミー賞の制作部門賞を受賞。
- 2002年6月 - CD「ブラスの祭典2」発売。
- 2002年8月 - 佐渡裕が首席指揮者に就任。
- 2004年11月 - 有限責任中間法人ジャパン・シンフォニック・ウインズを設立、法人格を取得。
- 2005年5月 - CD「ブラスの祭典3」発売。
- 2005年6月 - 初DVD「ブラスの祭典ライヴ2004」発売。
- 2006年5月 - CD「リード!リード!!リード!!!」（指揮：金聖響）発売。
- 2006年12月 - CD「JW～ジョン・ウィリアムズ　吹奏楽ベスト!」発売。
- 2007年3月 - DVD「アフリカン・シンフォニー　ブラスの祭典ライヴ2006」（指揮：佐渡裕）発売。
- 2009年11月 - CD「THE刑事」発売。
- 2010年10月 - 東京都文京区と事業提携。文京シビックホールを拠点に活動を開始する。
- 2010年12月 - CD「BRASS＆CHORUS 吹奏楽と合唱の祭典」発売。
- 2011年4月 - 第21回吹奏楽アカデミー賞受賞。
- 2014年3月 - CD「ブラバンももいろクローバーZ! 〜BRASS AND ROMANCE〜」を発売（同グループの主要曲を演奏したサウンドトラック）。

## メンバー

### 指揮者
- 佐渡裕 - 首席指揮者

### コンポーザー・イン・レジデンス
- 挾間美帆

### コンサートマスター
- 佐藤拓馬 - クラリネット

### 奏者
- 西田紀子 - フルート/ピッコロ
- 窪田恵美 - フルート
- 金子佳代 - オーボエ
- 鹿野智子 - ファゴット
- 飯島泉 - クラリネット
- 木内倫子 - E♭クラリネット
- 黒岩真美 - クラリネット
- 近藤薫 - クラリネット
- 佐々木理恵 - クラリネット
- 中村めぐみ - クラリネット
- 山手寿子 - クラリネット
- 榮村正吾 - アルトサクソフォン
- 貝沼拓実 - テナーサクソフォン
- 大津立史 - バリトンサクソフォン
- 林育宏 - ホルン
- 山下裕也 - ホルン
- 上田じん - トランペット
- 熊代祐子 - トランペット
- 佐藤友紀 - トランペット
- 砂川隆丈 - トランペット
- 郡恭一郎 - トロンボーン
- 長谷川貴大 - トロンボーン
- 山口隼士 - バストロンボーン
- 庄司恵子 ‐ ユーフォニアム
- 荻原松美 - パーカッション
- 関聡 - パーカッション
- 東佳樹 - パーカッション
- 村居勲 - パーカッション

### 過去のメンバー
- 新井靖志 - サクソフォーン、創立メンバー、元コンサートマスター
- 緒方淳一 - チューバ、創立メンバー
- 近藤悟史 - クラリネット、創立メンバー、現海上自衛隊東京音楽隊
- 原山佐保子 - アルトクラリネット
- 京谷麻里子 - バスクラリネット
- 山岸明彦 - テューバ

## 提携団体
- 東京都文京区、公益財団法人文京アカデミー・文京シビックホール（2010年10月より）
- 尚美学園大学（2011年4月より）
- 上越教育大学および上越文化会館（2016年より）
- 名古屋音楽大学（2017年より）
- 富士市および富士市文化会館ロゼシアター（2018年より）
- 公益財団法人びわ湖芸術文化財団（2023年より）

## テレビ出演
- 題名のない音楽会
- スタジオパークからこんにちは
- クラシック倶楽部
- オリジナルコンサート

## その他
- 演奏会のアンコールにおいて、楽器持参の聴衆と楽団が一体で、星条旗よ永遠なれを演奏することがある。「ステージから一方的に音楽を与えたくない」との思いから企画されている。